# Conectas Direitos Humanos
A Conectas Direitos Humanos (também chamada de ONG Conectas e ONG Conectas Direitos Humanos) é uma organização não governamental brasileira do tipo associação civil sem fins lucrativos, reconhecida legalmente como organização da sociedade civil de interesse público (OSCIP). Foi fundada em setembro de 2001 na cidade de São Paulo. Tem como missão promover os direitos humanos e efetivar o Estado Democrático de Direito, tendo como foco de atuação o Brasil e os chamados países do Sul Global (América Latina, África e Ásia).
Possui importante atuação frente às instituições de poder brasileiras e destaca-se em sua atuação internacional: detém "status consultivo" no âmbito do Conselho Econômico e Social (ECOSOC) da Organização das Nações Unidas (ONU) e estatuto de observador na Comissão Africana de Direitos Humanos e dos Povos.
Suas atividades se dão a partir de três principais programas - Cooperação Sul-Sul, Política Externa e Justiça, além de um projeto especial sobre Empresas e Direitos Humanos. Sua equipe de colaboradores as realiza, principalmente, a partir do escritório da organização, em São Paulo. A Conectas conta também com representantes permanentes em Brasília e em Genebra, sede europeia da ONU e do Conselho de Direitos Humanos da organização.

## Equipe e parceiros
A Conectas conta hoje com aproximadamente 40 integrantes, a maioria com formação em direito, relações internacionais ou jornalismo. A equipe é composta por brasileiros e estrangeiros, contando também com um grupo de voluntários.
A organização conta ainda com diversos parceiros e apoiadores, responsáveis por garantir à Conectas sua sustentabilidade, sem limitar sua autonomia. Entre os principais financiadores da Conectas encontram-se a União Europeia (por meio da Comissão Europeia); o Governo da Holanda (por meio da embaixada holandesa em Brasília); a Fundação Ford (EUA), bem como as também americanas fundações Talheimer, Channel e Open Society (EUA); o canadense Centro de Pesquisa e Desenvolvimento Internacional (IDRC-Canadá); a Agência Sueca de Cooperação e Desenvolvimento Internacional (Suécia); a britânica Sigrid Rausing Trust (Inglaterra); e o brasileiro "Instituto Betty e Jacob Lafer", dos pais do ex-Ministro das Relações Exteriores brasileiro Celso Lafer.
A ONG também faz parte de diversas redes de cooperação ao lado de outras organizações ao redor do mundo, como o Comitê Brasileiro de Direitos Humanos e Política Externa e a Coalizão de Direitos Humanos da América Latina, dentre outras.
A atual diretoria da Conectas é formada por Lucia Nader (diretora executiva), Juana Kweitel (diretora de programas) e Marcos Fuchs (diretor adjunto). Conta também com conselhos deliberativo e fiscal, que auxiliam na administração da organização.

## Áreas de atuação

### Cooperação sul-sul
O programa foi criado com o intuito de formar uma rede de atuação integrada em Direitos Humanos entre acadêmicos, ativistas e organizações dos países da África, América Latina e Ásia. Por meio de diferentes iniciativas, tenta promover o intercâmbio de conhecimento e fortalecer o posicionamento político dos países do Sul Global.
A Sur – Revista Internacional de Direitos Humanos é uma das principais iniciativas do programa. Desde 2002, é lançada e distribuída gratuitamente para todos os associados da Rede Sur, duas vezes ao ano. Conta com contribuições e artigos de acadêmicos e ativistas de todo o mundo – inclusive de membros da própria Conectas - e possui cunho acadêmico e político, uma vez que busca, ao mesmo tempo, promover debates conceituais em torno dos Direitos Humanos e fortalecer politicamente a produção advinda do Sul.
Outra grande iniciativa do programa é o Colóquio Internacional de Direitos Humanos. Realizado anualmente desde 2001 em São Paulo, o Colóquio é um evento que busca promover a integração entre as organizações e ativistas de direitos humanos do Sul Global por meio de uma série de atividades de debate e interação. No ano de 2013, o Colóquio – realizado no campus Perdizes da PUC-SP - contou com mais de cem participantes (de mais de 40 países) engajados nas atividades do evento.

### Política externa
O programa Política Externa busca promover maior transparência e criar mecanismos mais eficientes de participação social na atuação internacional do Brasil, com o intuito de garantir a prevalência dos direitos humanos em todas as ações do país.
A Conectas se utiliza dos mecanismos internos de participação para pressionar os órgãos representativos do país, mas também se faz presente nos fóruns multilaterais internacionais – em especial a ONU e os sistemas regionais – para monitorar e influenciar a política externa do Brasil e dos outros países do Sul.

### Justiça
O programa busca atuar diretamente nas instituições democráticas por meio de ações judiciais, administrativas e políticas, tendo como objetivo a prevenção e reversão de práticas públicas ou privadas que violem os direitos humanos fundamentais.
Busca atuar no debate constitucional – principalmente no âmbito do STF -, quando este se refere a questões dos direitos humanos, além de promover ações de litígio estratégico e advocacy, visando o fim de práticas sistemáticas de violações, como no caso do sistema prisional brasileiro.

### Empresas e direitos humanos
A atuação da Conectas nessa área nasceu da convicção de que a sociedade civil tem um papel fundamental a ocupar com relação ao fortalecimento dos mecanismos de prestação de contas e responsabilização por violações a direitos humanos por parte do setor privado, em particular em relação às empresas brasileiras agindo no Brasil e no exterior.
No âmbito internacional, Conectas acompanha as atividades do Grupo de Trabalho sobre Empresas e Direitos Humanos do Conselho de Direitos Humanos da ONU e do Grupo de Trabalho para as Indústrias Extrativas, Meio Ambiente e Violações dos Direitos Humanos da Comissão Africana dos Direitos Humanos e dos Povos.
No Brasil, Conectas desenvolve um projeto de pesquisa sobre os parâmetros de direitos humanos utilizados pelo Banco Nacional de Desenvolvimento (BNDES).